# Zebény
Zebény (szlovákul Zbyňov) község Szlovákiában, a Zsolnai kerületben, a Zsolnai járásban.

## Fekvése
Zsolnától 15 km-re délnyugatra fekszik.

## Története
A falut a német jog alapján alapították, első írásos említése 1407-ben „Izben” alakban történt. 1474-ben „Zbynyowe”, 1488-ban „Zbynow”, 1598-ban „Zbinow” néven szerepel a korabeli forrásokban. Első bírája Lambert rajeci bíró fia István volt. Zsolnalitva uradalmához tartozott. 1545-ben említik először erődített kastélyát. 1598-ban 19 háza volt. 1720-ban 15 adózója lakta. 1784-ben 64 házában 83 családban 477 lakos élt.
A 18. század végén Vályi András így ír róla: „ZBINOV. Tót falu Trentsén Várm. földes Urai több Urak, fekszik Rajeczhez közel, mellynek filiája; földgye középszerű, legelője, erdeje van.”
1828-ban 64 háza volt 592 lakossal. Lakói állattartással, mezőgazdasággal, méhészettel foglalkoztak.
Fényes Elek 1851-ben kiadott geográfiai szótárában így ír a faluról: „Zbinov, Trencsén m. tót f., Rajecztől északra 1 órányira: 557 kath., 6 zsidó lak. Len termesztés. F. u. a lietavai urad. Ut. p. Zsolna.”
A trianoni békéig Trencsén vármegye Zsolnai járásához tartozott.
A község mezőgazdasági jellegét a mai napig megőrizte.

## Népessége
| Év:            | 1994. | 2004.   | 2014.   | 2024.   |
| -------------- | ----- | ------- | ------- | ------- |
| Emberek száma: | 807   | 853     | 835     | 899     |
| Eltérés:       |       | +5,70 % | -2,11 % | +7,66 % |

| Év:            | 2023. | 2024.   |
| -------------- | ----- | ------- |
| Emberek száma: | 883   | 899     |
| Eltérés:       |       | +1,81 % |

1910-ben 484, túlnyomórészt szlovák lakosa volt.
2001-ben 851 lakosából 850 szlovák volt.
2011-ben 836 lakosából 826 szlovák volt.

## Nevezetességei
- Haranglába a 19. század első harmadában épült.
- Temetőkápolnája 19. századi.

## Külső hivatkozások
- E-obce.sk Archiválva 2009. április 17-i dátummal a Wayback Machine-ben
- Községinfó
- Zebény Szlovákia térképén